# Popești (Argeș)
Popești è un comune della Romania di 2 326 abitanti, ubicato nel distretto di Argeș, nella regione storica della Muntenia.
Il comune è formato dall'unione di 4 villaggi: Palanga, Popești, Purcăreni, Slobozia.